# Белхівка
Белхівка (пол. Bełchówka) — колишнє лемківське село на етнічних українських територіях, у Польщі, у гміні Буківсько Сяноцького повіту Підкарпатського воєводства.

## Розташування
Місцевість знаходиться в гміні Буківсько, Сяноцького повіту в Підкарпатському воєводстві. Розташоване в пасмі гір Західних Бескидів, недалеко від кордону зі Словаччиною та Україною.

## Історія
Село закріпачене сяніцьким хорунжим Петром зі Збоїськ перед 1451 роком під назвою Belchova Vola.
В 1898 р. в селі (площа — 2,42 км²) в 39 будинках проживали 248 осіб, а у фільварку (площа — 3,29 км²) — 15 осіб.
В селі була мурована богослужбова каплиця Різдва Пресвятої Богородиці, збудована в 1901 році. Належала до парафії Волиця Буківського деканату Перемишльської єпархії УГКЦ, налічувала у 1936 році 276 парафіян.
У 1939 році в селі мешкало 340 осіб, з них 315 українців-греко-католиків, 20 українців-римокатоликів і 5 євреїв. Село входило до Сяніцького повіту Львівського воєводства.
У вересні 1944 року під час Дуклянсько-Пряшівської операції в селі тримала оборону німецька 96-та піхотна дивізія перед радянськими 67 піхотною дивізією та 167 і 129 стрілецькими дивізіями (107 корпус).
Після війни частину українського населення у 1944—1946 роках виселено до СРСР. Решту тероризували і вбивали польське військо і банди поляків, вцілілих (181 особа) було зігнано Польським військом до гетто в Буківську, а далі через станцію Писарівці депортовано під час операції «Вісла» 28.04—10.05.1947 року на Повернені Землі.

## Сучасність
Після депортації українців село припинило існування, а територію приєднали до Буківська.